# Luca Koleosho
Luca Koleosho, né le 15 septembre 2004 à Norwalk, est un footballeur américano-italien qui joue au poste d'ailier au Burnley FC.

## Biographie

### Carrière en club
Né à Norwalk dans le Connecticut, aux États-Unis, Luca Koleosho commence à jouer au soccer dans son pays natal, avant de rejoindre l'Espagne et le Reus Deportiu en 2016, puis le RCD Espanyol en 2020,. 
Il commence sa carrière professionnelle en championnat d'Espagne, jouant son premier match avec l'équipe première du club de Barcelone le 22 mai 2022, lors d'un match nul 0-0 en Liga contre Grenade.

### Carrière en sélection
En juin 2023, Koleosho est convoqué avec l'équipe d'Italie des moins de 19 ans pour participer au Championnat d'Europe des moins de 19 ans qui a lieu en juillet. 
Après sa victoire face à l'Espagne (3-2), l'Italie atteint la finale de la compétition,, où elle s'impose 1-0 face au Portugal, son premier titre dans la catégorie en 20 ans,,,.

## Palmarès
Italie -19 ans
- Champion d'Europe des moins de 19 ans en 2023.

 Burnley
- Vice-champion de Championship en 2025